# Promptuarii Iconum Insigniorum

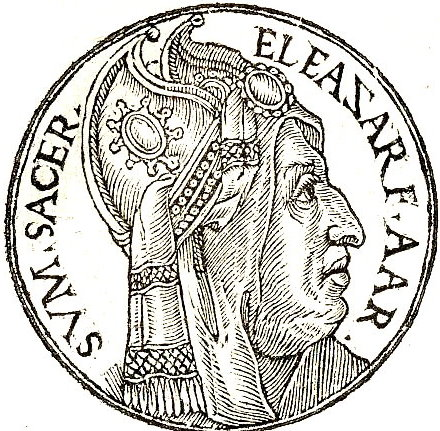
Uma imagem em Promptuarii Iconum Insigniorum

Promptuarii Iconum Insigniorum (título completo: Promptuarii iconum insigniorum à seculo hominum, subiectis eorum vitis, per compendium ex probatissimis autoribus desumptis, que significa "Prontuário dos homens de vários séculos, com ícones e insígnias e com o relato de suas vidas, elaborado a partir do testemunho de autores muito confiáveis") é uma coleção de biografias curtas de personagens históricos, ilustrada com imagens na forma de moeda, publicada pelo escritor e ilustrador francês Guillaume Rouillé (1518?–1589) em 1553, na cidade de Lyon. O livro se baseia em grandes historiógrafos latinos e gregos, como Cornélio Nepote, Tucídides e Suetônio, e inclui mais de 400 breves relatos sobre a vida dos mais importantes generais, imperadores e soberanos do mundo antigo. No início de cada relato há uma gravura representando o personagem, com seu nome em latim.